# Plampangrejo
Plampangrejo is een bestuurslaag in het regentschap Banyuwangi van de provincie Oost-Java, Indonesië. Plampangrejo telt 8103 inwoners (volkstelling 2010).